# Hegedűs Valér
Hegedűs Valér (Budapest, 1947. április 18. –) zongoraművész, orgonaművész. 
A kecskeméti Piarista Gimnáziumban érettségizett, majd ezt követően a soproni főiskola erdőmérnök szakán folytatta tanulmányait. 
A diploma megszerzése után megismerkedett Kárpáti József orgonaművésszel, aki a későbbiekben tanára lett, majd 10 évig magánúton tanult zongorázni Bartók Béla növendékénél, Székely Máriánál. A Filharmóniánál 1978-ban szerzett kísérési engedélyt, s attól kezdve többek között olyan híres művészekkel lépett fel, mint Moldován Stefánia, Melis György, Berkes János, Pitti Katalin, Kincses Veronika, Kalmár Magda, Bessenyei Ferenc, Zentai Anna, Kállay Bori, Talabér Erzsébet, Máté Ottilia, Bozsó József, Teremi Trixi, Jankovits József, Oszvald Marika, Egyházi Géza és Csák József.
1980-ban találkozott Béres Ferenc legendás dalénekessel, akit a magyar dal „utazó nagykövetének" is tartottak. Béres fedezte fel igazán a szakmának, s mintegy 17 évig lépett fel vele egy pódiumon. A Művészetbarátok Egyesülete a Béres Ferenc-emlékplakettet az énekművész halálának évében alapította, hogy így ismerje el a magyar népzene, a népdal terjesztésében és ápolásában legeredményesebben munkálkodókat. Első alkalommal, Béres Ferenc születésének 75. évfordulóján hárman – az özvegy, Czine Mihály és Hegedűs Valér – vehették át az elismerést.
Önálló estekkel és mint kísérő bejárta a világot, 1982-ben járt első alkalommal az USA-ban és Kanadában, amit tucatnyi újabb út követett. Háromszor Ausztráliában, négy alkalommal Japánban járt, ahol Déki Lakatos Sándorral és fiával adtak közös koncerteket. Európa szinte minden országában, illetve a határon túli magyaroknál turnézott. Csák József operaénekessel Moszkvában és Szentpéterváron is szerepelt.
Orgonakoncertjei közül kiemelkedő a Belvárosi Templomban megtartott előadás, melyen Moldován Stefánia és Melis György részvételével J. S. Bach és Liszt Ferenc műveiből válogattak.
Egy alkalommal Kertessy Ingrid operaénekessel a Mátyás-templomban zártkörű esküvőn Placido Domingóval is együtt szerepelt. 
Pitti Katalin Liszt-díjas operaénekessel számtalan komolyzenei, opera- és egyházi hangversenyen működtek együtt.
Tagja a Fészek Klub Zeneművészeti Tagozata Választmányi Tagságának, a Keresztény Kulturális Akadémiának, a Krúdy Gyula Körnek és a Fehér Holló Baráti Körnek.
1979-től zenei munkatársa volt a Budai Operatársulatnak Szőnyi Ferenc és Madarassy Albert vezetése alatt. Csaknem egy évtizedig dolgozott az OSZK stúdiójában Vörös Sári, majd a Vasutas Szakszervezetek zeneiskolájában Horváth Eszter mellett. Nógrádi Tóth István nótaénekes-iskolájában éveken keresztül zenetörténeti előadásokat tartott.
Több nagyszabású koncertet is szervezett, pl „Liszt Ferenctől – Dankó Pistáig” vagy a „Mozarttól a Musicalig” címmel. Ezeken a koncerteken nem csak mint kísérő, hanem mint zongoraművész is szerepelt, többek között Liszt Ferenc Esz-dúr zongoraversenyét játszotta.
Számtalan jótékonysági koncerten vesz részt, egyházi, állami, és civil szervezetek szervezésében. Rendszeres fellépője a Fészek és a Rátkay Klubnak. 
Kis megszakítással csaknem 40 éve orgonál a zuglói Hermina kápolna vasárnapi szentmiséin.
Megjelent hanghordozójának címe: Liszt Ferenctől Dankó Pistáig.
2004-ben a magyar kultúra lovagja lett.